# Valence-en-Poitou
Valence-en-Poitou é uma comuna francesa na região administrativa da Nova Aquitânia, no departamento de Vienne. Estende-se por uma área de 83.22 km². Em 2010 a comuna tinha 4 577 habitantes (densidade: 55 hab./km²).
Foi criada em 1 de janeiro de 2019, a partir da fusão das antigas comunas de Couhé (sede da comuna), Ceaux-en-Couhé, Châtillon, Payré e Vaux.